# Фоча у одбрамбено-отаџбинском рату
Одбрамбено-отаџбински рат на подручју општине Фоча почео је 8. априла 1992. године. Тог дана око 10 часова из Доњег Поља према брду Ћеловина кренула је већа група наоружаних муслимана. Напад је одбијен а нападач враћен на полазне положаје. Наредних 5 - 6 дана пале су прве жртве а неколико кућа је запаљено. Локалне муслиманске вође, као и наоружани дијелови, напустили су град. Српске јединице су дошле на општинске границе, на којима су уз мања помјерања остале до Дејтонског споразума.

## Прва фочанска бригада
На Видовдан 28. јуна 1992. године на Превили је формирана Прва фочанска бригада са елементима бригаде лаког типа. У децембру исте године Бригада је трансформисана у два батаљона да би након два мјесеца била формирана Једанаеста, а од осталих јединица и Дванаеста лака пјешадијска бригада.
Ове јединице су постојале до августа 1994. године када су у састав 11. пјешадијске бригаде ушли сви тадашњи састави и јединице на територији општине Србиње (Фоча).

## Ратна дејства
Ратна дејства на подручју општине почела су званично 8. априла 1992. године. Јединицама које су формиране на подручју града до почетка јуна 1992. командовао је Кризни штаб. Почетком јуна формиран је Оперативни штаб, који ће од почетка јуна 1992. године до краја јула 1994. прерасти у Тактичку групу „Фоча” која је касније прерасла у Тактичку групу „Дрина.”
Територија коју су браниле и контролисале ове јединице, захватала је површину од 1300 километара квадратних и често је била нападана од стране непријатеља. То је захтјевало непрекидно ангажовање цјелокупног командног и борбеног састава јединице.

## Цивилне и материјалне жртве на подручју општине у току рата
На територији општине Фоча убијено је и масакрирано 178 цивила српске националности, од чега осамдесет осам мушкараца, седамдесет шест жена и четрнаесторо дјеце. Масовне злочине над цивилним становништвом муслиманска војска је починила у селима Јабука, Јошаница, Пољица, Бујаковина и другим селима. Када су упадали у села, као што је Бујаковина, гдје су убијани старци и старице од 90 година, те Јабука гдје су убијали слијепе и непокретне до Пољица и Јошанице, гдје нису поштедјели ни дјецу, муслимански екстремисти су остављали пустош. Не само да су убијали него су убијане масакрирали, пљачкали и палили села. Прво је запаљено 10 српских кућа у Фочи, а накнадно је спаљено 27 српских села и све српске куће које су биле у мјешовитим селима.
И не само у рату него и послије Дејтонског споразума у српским селима која су припала Федерацији БиХ, на имањима Срба је нанесена велика штета.
У том периоду оштећен је или порушен велики број српских кућа у ширем рејону Устиколине и Јабуке (Ново Горажде), исјечене су шуме, оштећени воћњаци, оскрнављена гробља.